# Minimum vieillesse
Le minimum vieillesse (appelée depuis 2005 Allocation de solidarité aux personnes âgées ou ASPA) est une prestation sociale française versée sans contrepartie de cotisation, créée en 1956. Son objectif est d'apporter un complément de ressources pour porter au niveau du minimum vieillesse les revenus des personnes âgées disposant de faibles moyens d'existence. Constitué de différentes allocations, il a été simplifié en 2006 en une prestation unique, l'allocation de solidarité aux personnes âgées (ASPA), mais ses différentes allocations persistent pour les personnes qui ont commencé à en bénéficier avant 2006. Les sommes versées au titre de l'ASPA sont récupérables après décès sur la succession.

## Définition
Le minimum vieillesse, créé en 1956, est l'héritier de l'allocation aux vieux travailleurs salariés mise en place en 1942.
Avant sa simplification en 2006, le minimum vieillesse est un dispositif constitué de deux étages :
- l'allocation de premier étage : elle garantit au bénéficiaire un revenu minimum équivalent au montant de l'allocation aux vieux travailleurs salariés (AVTS)[1]. Si les ressources du retraité sont inférieures à ce montant, il peut demander une majoration de pension auprès de la caisse de retraite qui lui permettra d'atteindre le montant de l'AVTS. Si la personne n'a aucune retraite, le Service de l’allocation spéciale vieillesse (SASV) lui verse l'allocation spéciale vieillesse égale au montant de l'AVTS[1] ;
- l'allocation de deuxième étage : elle correspond à l'allocation supplémentaire[1].

Le minimum vieillesse n'est donc pas une prestation unique mais le nom générique donné à un ensemble composé des prestations non contributives suivantes, auxquelles peuvent prétendre les personnes âgées ne disposant d’aucun droit ou de droits insuffisants : l'allocation aux vieux travailleurs salariés (AVTS), l'allocation aux vieux travailleurs non salariés (AVTNS), l'allocation de vieillesse agricole, le secours viager, l'allocation aux mères de famille, l'allocation spéciale vieillesse, l'allocation simple à domicile des personnes âgées, l'allocation supplémentaire, et la majoration prévue à l’article L. 814-2 du code de la sécurité sociale.
Le minimum vieillesse est financé par l'intermédiaire du Fonds de solidarité vieillesse. Celui-ci rembourse le montant du minimum vieillesse aux caisses de retraite concernées ainsi qu'au Service de l’allocation spéciale vieillesse (SASV).

## Bénéficiaires
Le minimum vieillesse est destiné à toute personne :
- âgée au minimum de 65 ans, ou de l'âge légal de la retraite (62 ans début 2023) dans certains cas (inaptitude au travail, ancien combattant, mère de famille ouvrière…) ;
- de nationalité française ou de nationalité étrangère, sous réserve dans ce cas de fournir une preuve de la régularité du séjour en France. La loi du 11 mai 1998 a supprimé toute condition de nationalité pour le versement d'allocations non contributives. Auparavant, seuls les étrangers dont le pays avait passé un accord avec la France pouvaient bénéficier du minimum vieillesse[1] ;
- résidant en France. Toutefois, la majoration de pension pour atteindre le montant de l'AVTS ne dépend pas d'une condition de résidence, pour les personnes ayant commencé à bénéficier du minimum vieillesse avant le 1er janvier 2006[1] ;
- disposant de ressources inférieures ou égales à un plafond fixé chaque année par décret. Au 1er avril 2011, les ressources annuelles du demandeur doivent être inférieures à 8 907,37 euros pour une personne seule, et 14 181,30 euros pour un couple[3].

Fin 2016, 552 600 personnes perçoivent l’allocation supplémentaire du minimum vieillesse (ASV) ou l’allocation de solidarité aux personnes âgées (Aspa) d'après la DREES. En 2010, 580 000 personnes étaient bénéficiaires du minimum vieillesse d'après le ministère des Solidarités et de la Cohésion sociale. La DREES indique qu'au 31 décembre 2004, le nombre de bénéficiaires était de 622 000. En raison de la « montée en charge » des régimes de retraite (la généralisation du système de retraite et l'augmentation du montant des pensions), le nombre de bénéficiaires a été divisé par quatre entre 1959 (année où ils étaient 2,55 millions) et 2004. Au 31 décembre 2005, ils étaient près de 610 000 soit 4 % de la population âgée de 60 ans ou plus, contre près de la moitié de la population âgée de 65 ans ou plus en 1960. Un autre facteur expliquant ce recul à partir de 2010 malgré le relèvement des seuils de revenus pour pouvoir en bénéficier est le recul de l'âge légal de la retraite, qui a exclu du dispositif les personnes demandant le minimum vieillesse pour cause d'inaptitude au travail.
Le nombre de bénéficiaires a commencé à augmenter significativement à partir de 2018, avec 654 400 allocataires à fin 2021. La DREES estime en 2022 que la moitié environ des personnes seules éligibles ne la demandent pas.

## Montant et coût
Le montant du minimum vieillesse se calcule comme la somme du montant de l'allocation aux vieux travailleurs salariés (AVTS) et du montant de l'allocation supplémentaire. Au 1er avril 2011, le minimum vieillesse s'élève à 8 907,34 euros par an pour une personne seule, et 14 181,30 euros pour un couple. Au 1er janvier 2019, l'ASPA est de 10 418,40 euros par an pour une personne seule sans ressources et de 16 174,59 euros par an pour deux personnes sans ressources.
En 2006, le montant total des allocations supplémentaires du minimum vieillesse (allocations correspondant au deuxième étage du dispositif) atteignait 1,6 milliard d'euros. En 2008, le coût annuel du minimum vieillesse était évalué à 2,83 milliards d'euros.

## Allocation de solidarité aux personnes âgées (ASPA)
À compter du 1er janvier 2006 et de l'entrée en vigueur de l’ordonnance n° 2004-605 du 24 juin 2004, le minimum vieillesse est remplacé par l’allocation de solidarité aux personnes âgées (ASPA). Cette allocation unique vient se substituer à l’ensemble des prestations sociales en vigueur jusqu'à présent pour les personnes âgées. Cependant, elle ne s'applique qu'aux nouveaux bénéficiaires. Les bénéficiaires de ces prestations avant la mise en place de l'ASPA les perçoivent toujours ; les conditions de ressources et les montants totaux versés étant les mêmes que ceux de l'ASPA. Les sommes versées au titre de l'ASPA sont récupérables après décès sur la succession.

### Sites d'information
- Minimum Vieillesse : allocation de solidarité aux personnes âgées, sur le site officiel du ministère des Solidarités et de la Cohésion sociale
- Qu'appelle-t-on le minimum vieillesse ?, sur service-public.fr